# Begonia brevirimosa
Espèce
Synonymes
- Begonia brevirimosa subsp. brevirimosa[1]

Begonia brevirimosa est une espèce de plantes de la famille des Begoniaceae. Ce bégonia arbustif est originaire de Nouvelle Guinée. L'espèce fait partie de la section Petermannia. Elle a été décrite en 1913 par Edgar Irmscher (1887-1968). L'épithète spécifique est composée à partir du latin brevis, court, et rimosus, crevassé, lézardé.

## Répartition géographique
Cette espèce est originaire du pays suivant : Nouvelle Guinée.

## Description

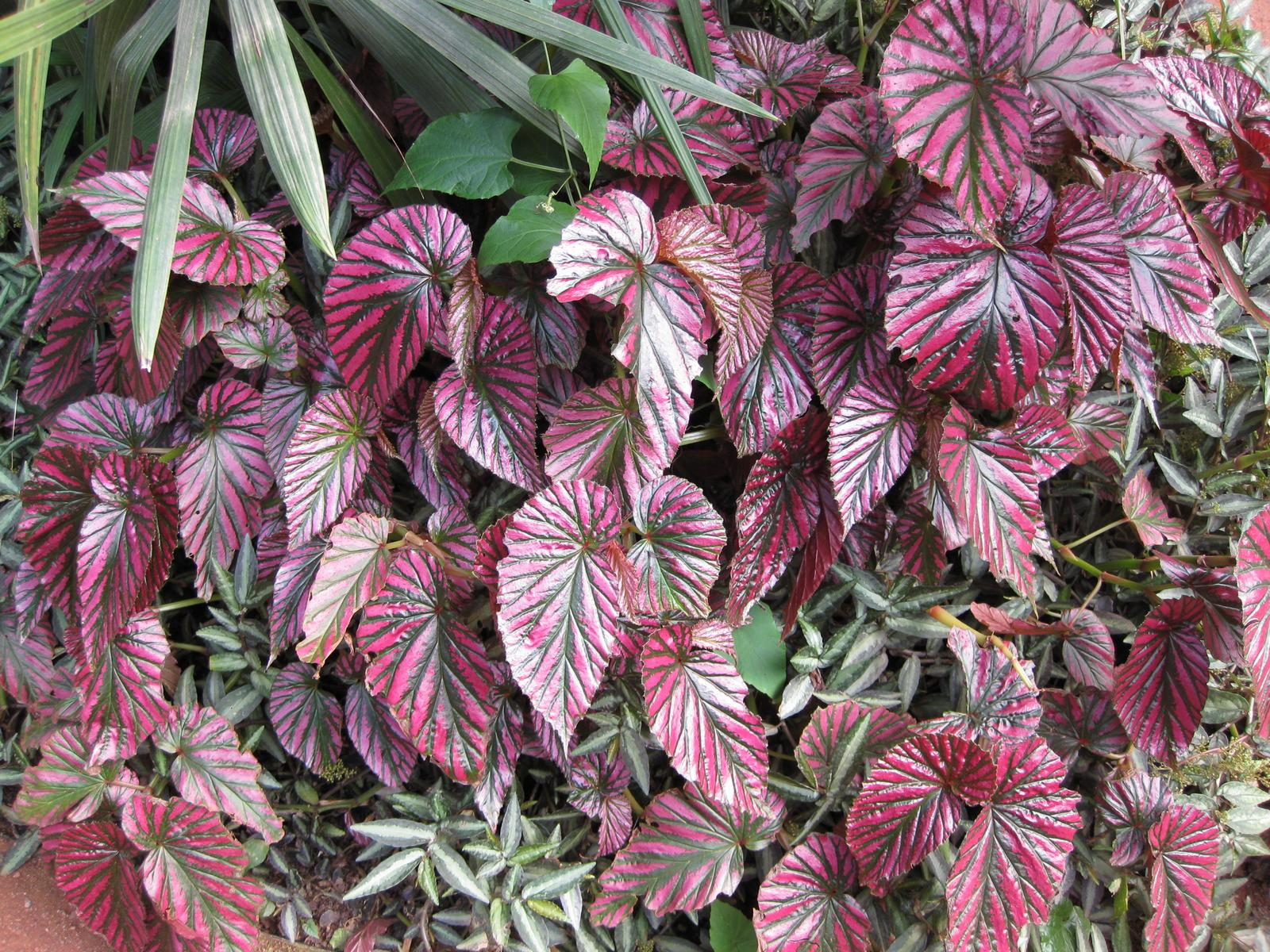
Vue d'ensemble
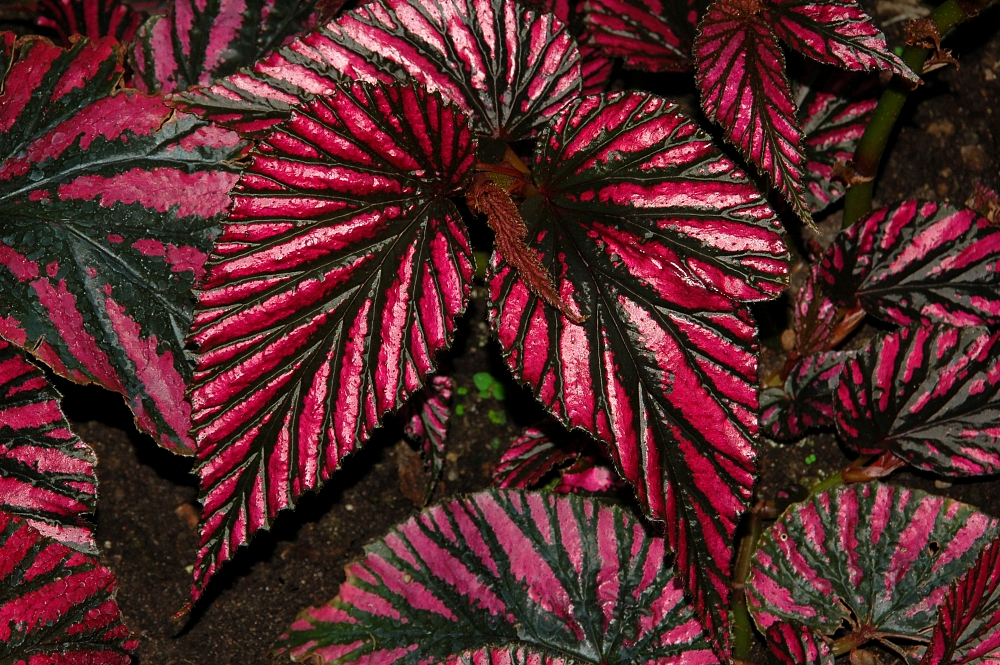
Jeune feuillage
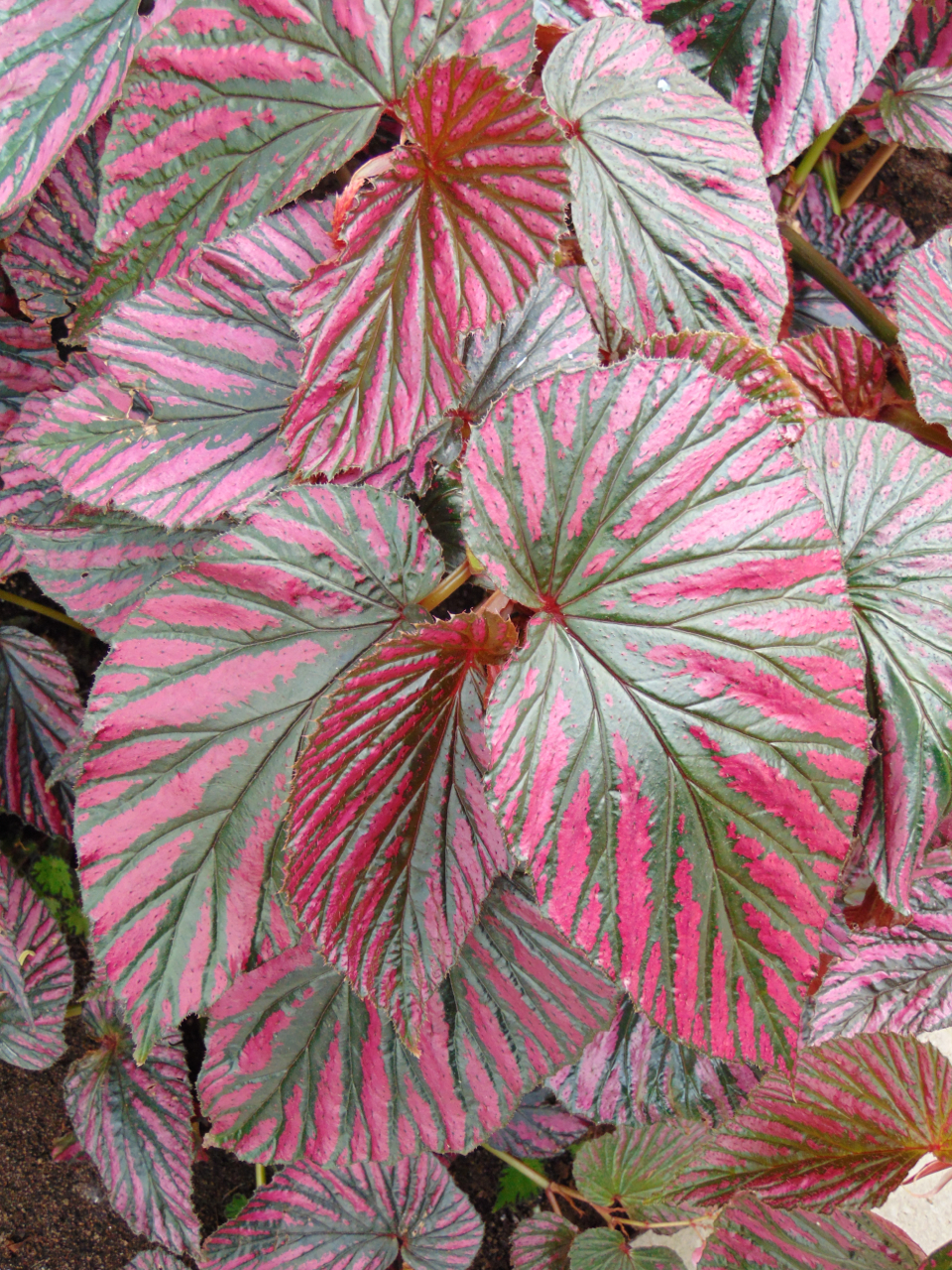
Feuillage épanoui

## Liste des sous-espèces
Selon World Checklist of Selected Plant Families (WCSP) (6 février 2017), Catalogue of Life (6 février 2017) et Tropicos (6 février 2017) :
- sous-espèce Begonia brevirimosa subsp. brevirimosa
- sous-espèce Begonia brevirimosa subsp. exotica Tebbitt (2004 publ. 2005)